# Programa T-X
O Programa T-X é um programa em que a Força Aérea dos Estados Unidos procura uma nova aeronave de treino com dois lugares, capaz de substituir o T-38 Talon. Cerca de 350 aeronaves serão compradas, contudo este número facilmente poderá alcançar as 1000 unidades. Embora o prazo para a substituição dos T-38 fosse em 2017, cortes nos orçamentos adiaram a data limite para 2023. O início do programa é esperado em 2017.